# جوردن روز
جوردن روز (بالإنجليزية: Jordan Rose)‏ (22 نوفمبر 1989 بساوثهامبتون في المملكة المتحدة - ) هو لاعب كرة قدم بريطاني في مركز الدفاع. لعب مع ستوكبورت كونتي ونادي بورنموث وهايز وييدينغ يونايتد ‏ وتيلفورد يونايتد وAlfreton Town F.C. ‏ ونادي هيرفورد ونادي تاموورث ونادي سالزبري سيتي وEastleigh F.C. ‏ ونادي باث سيتي وBashley F.C. ‏ وBrockenhurst F.C. ‏ ونادي ويموث ونادي وايتهوك وPaulton Rovers F.C. ‏.

## وصلات خارجية
- جوردن روز على موقع قاعدة بيانات كرة القدم.إي يو (الإنجليزية)
- جوردن روز على موقع Soccerbase.com (لاعب) (الإنجليزية)
- جوردن روز على موقع Soccerway.com (الإنجليزية)